# خزانه (شورای اتحادیه)
خزانه (به انگلیسی: Khazana) یک منطقهٔ مسکونی در پاکستان است که در خیبر پختونخوا واقع شده‌است.